# Antonia Rey
Pour les articles homonymes, voir Rey.
Maria Antonia Rey Francesch, née le 12 octobre 1927 à La Havane (Cuba) et morte le 21 février 2019 à New York (arrondissement de Manhattan), est une actrice américaine d'origine cubaine.

## Biographie
Antonia Rey débute au théâtre durant les années 1950 dans son pays natal, avant de le fuir en 1961 pour s'installer  définitivement aux États-Unis (dont elle obtient la citoyenneté). Elle poursuit sa carrière sur les planches notamment à Broadway (New York), où elle se produit pour la première fois en 1964-1965, dans la comédie musicale Bajour (en) sur une musique de Walter Marks (en), aux côtés d'Herschel Bernardi et Chita Rivera.
Suivent entre autres trois pièces de Tennessee Williams, Camino Real (en) (1970, avec Jean-Pierre Aumont et Jessica Tandy), Un tramway nommé Désir (1973, avec Lois Nettleton et Biff McGuire) et enfin La Rose tatouée (sa dernière prestation à Broadway, 1995, avec Anthony LaPaglia et Mercedes Ruehl).
Elle joue également Off-Broadway dans deux pièces, Simpson Street en 1979-1980 puis New York 1937 en 1990.
Au cinéma, elle contribue à une quarantaine de films (majoritairement américains), le premier sorti en 1964. Son deuxième film est Un shérif à New York de Don Siegel (1968, avec Clint Eastwood et Susan Clark). Ultérieurement, mentionnons le film musical Hair de Miloš Forman (1979, avec John Savage et Treat Williams), À la recherche de Garbo de Sidney Lumet (1984, avec Anne Bancroft et Ron Silver), Une journée en enfer de John McTiernan (1995, avec Bruce Willis et Jeremy Irons), ou encore le film d'animation Les Noces funèbres de Tim Burton et Mike Johnson (2005, avec les voix originales de Johnny Depp et Helena Bonham Carter). Son dernier film, également d'animation, est Alto de Mikki del Monico (2015, avec les voix originales d'Annabella Sciorra et Natalie Knepp).
À la télévision américaine, elle apparaît dans vingt-trois séries, dont Kojak (épisode pilote, 1973), Madame est servie (deux épisodes, 1988-1990), le feuilleton La Force du destin (trois épisodes, 1993) et New York, section criminelle (un épisode, 2002). Elle prête aussi sa voix à deux séries d'animation, Dora l'exploratrice (douze épisodes, 2000-2010) et Courage, le chien froussard (vingt-six épisodes, 2002).
Sa dernière série (s'ajoutent 9 téléfilms de 1973 à 1986) est Happy!, où elle joue dans sept épisodes, le premier diffusé en 2017 ; le dernier, diffusé le 22 mai 2019 (trois mois après sa mort, à 91 ans), lui est dédié.

## Théâtre (sélection)

### Broadway
- 1964-1965 : Bajour (en), comédie musicale, musique et lyrics de Walter Marks (en), livret d'Ernest Kinoy, chorégraphie de Peter Gennaro, décors d'Oliver Smith : Loopa
- 1968 : Mike Downstairs de George Panetta : une citoyenne / Donna Maria (doublure)
- 1970 : Camino Real (en) de Tennessee Williams : La Madrecita
- 1970 : The Engagement Baby de Stanley Shapiro, costumes d'Ann Roth : Constanzia
- 1973 : 42 Seconds from Broadway de Louis Del Grande :  Mme Murino
- 1973 : Un tramway nommé Désir (A Streetcar Named Desire) de Tennessee Williams : la vendeuse de fleurs
- 1975-1976 : The Ritz de Terrence McNally : Vivian Proclo (remplacement)
- 1995 : La Rose tatouée (The Rose Tattoo) de Tennessee Williams : Assunta

### Off-Broadway
- 1979-1980 : Simpson Street d'Edward Gallardo : Lucy
- 1990 : New York 1937 de Jose Yglesias : Sophia

## Filmographie partielle

### Cinéma
(films américains, sauf mention contraire)
- 1968 : Un shérif à New York (Coogan's Bluff) de Don Siegel : Mme Amador
- 1971 : Klute d'Alan J. Pakula : Mme Vasek
- 1971 : Doc Holliday (Doc) de Frank Perry : Concha
- 1972 : Les Mains dans les poches (The Lords of Flatbush) de Martin Davidson et Stephen Verona : Mme Rosiello
- 1978 : Le Roi des gitans (King of the Gypsies) de Frank Pierson : Danitza Giorgio
- 1979 : Hair de Miloš Forman : la mère de George
- 1980 : L'Enfant du diable (The Changeling) de Peter Medak (film canadien) : Estancia
- 1982 : Un tueur dans la ville (The Clairvoyant) d'Armand Mastroianni : la femme hispanique
- 1984 : Moscou à New York (Moscow on the Hudson) de Paul Mazursky : une cliente du McDonald's
- 1984 : Beat Street de Stan Lathan : Flora
- 1984 : À la recherche de Garbo (Garbo Talks) de Sidney Lumet : Esmeralda
- 1986 : Mafia Salad (Wise Guys) de Brian De Palma : la tante Sadie
- 1986 : Prise (Forever, Lulu) d'Amos Kollek
- 1990 : L'Échelle de Jacob (Jacob's Ladder) d'Adrian Lyne : une femme dans le métro
- 1991 : True Colors d'Herbert Ross : Soledad
- 1993 : Chain of Desire de Temístocles López : la mère de Jesus
- 1994 : Only You de Norman Jewison : la diseuse de bonne aventure
- 1994 : Une maison de fous (It Runs in the Family) de Bob Clark : la gitane
- 1995 : Une journée en enfer (Die Hard with a Vengeance) de John McTiernan : Mme Stella
- 1998 : L'Objet de mon affection (The Object of My Affection) de Nicholas Hytner : Mme Ochoa
- 1999 : Gloria de Sidney Lumet : une résidente
- 2005 : Les Noces funèbres (Corpse Bride) de Tim Burton et Mike Johnson : Trixie (voix)
- 2015 : Alto de Mikki del Monico : Nonna Del Vecchio (voix)

### Télévision

#### Séries
- 1963 : Naked City, saison 4, épisode 22 Bringing Far Places Together d'Irvin Kershner : Emilia
- 1972 : Madigan, saison unique, épisode 1 Enquête à Manhattan (The Manhattan Beat) : Evita Zelman
- 1973 : Kojack, épisode pilote L'Affaire Marcus-Nelson (The Marcus-Nelson Murders) de Joseph Sargent : Rita Alvarez
- 1981 : Ryan's Hope, feuilleton, épisode (sans titre) 1431 : Mme Melindez
- 1987 : As the World Turns, feuilleton, épisode (sans titre) diffusé le 24 décembre : Rosa
- 1988-1990 : Madame est servie (Who's the Boss)
  - Saison 4, épisode 14 Il y a du mariage dans l'air (All in the Famiglia, 1988) : la tante Rosa
  - Saison 7, épisode 11 L'Héritage (Inherit the Wine, 1990) : la tante Rosa
- 1993 : La Force du destin (All My Children), feuilleton, épisodes (sans titres) 6020, 6021 et 6022 : Rosalie
- 2000-2010 : Dora l'exploratrice (Dora the Explorer), 12 épisodes : Abuela / Wizzles (voix)
- 2001 : New York, police judiciaire (Law & Order), saison 12, épisode 5 Possession : la deuxième femme
- 2002 : New York, section criminelle (Law & Order: Criminal Intent), saison 1, épisode 19 La Malédiction du livre (Maledictus) : Maggie Mendez
- 2002 : New York 911 (Third Watch), saison 3, épisode 20 Deux cent trente-trois jours (Two Hundred and Thirty-Three Days) : Connie
- 2002 : Courage, le chien froussard (Courage the Cowardly Dog), 26 épisodes : voix additionnelle
- 2009 : Life on Mars, saison unique, épisode 9 El Diablo (The Dark Side of the Mook) de Rick Rosenthal : la femme hispanique
- 2017-2019 : Happy!, 7 épisodes : Assunta

#### Téléfilms
- 1973 : À pleins chargeurs (Honor Thy Father) de Paul Wendkos : Mme Profaci
- 1978 : Siege de Richard Pearce : Mme Terranova
- 1978 : The Last Tenant de Jud Taylor : Lucy
- 1981 : The Gentleman Bandit de Jonathan Kaplan : la grand-mère Perez
- 1985 : Un tueur dans New York (Out of the Darkness) de Jud Taylor : Mme Elena